# Episodi di Adelheid und ihre Mörder (quinta stagione)
La quinta stagione della serie televisiva Adelheid und ihre Mörder è stata trasmessa in anteprima in Germania da Das Erste tra il 25 ottobre 2005 e il 13 dicembre 2005.
| nº | Titolo originale         | Titolo italiano | Prima TV Germania | Prima TV Italia |
| -- | ------------------------ | --------------- | ----------------- | --------------- |
| 1  | Mord auf Rezept          | inedito         | 25 ottobre 2005   | inedito         |
| 2  | Leichenwagen             | inedito         | 1º novembre 2005  | inedito         |
| 3  | Heiße Ware               | inedito         | 8 novembre 2005   | inedito         |
| 4  | Sieben auf einen Streich | inedito         | 15 novembre 2005  | inedito         |
| 5  | Zerreißprobe             | inedito         | 22 novembre 2005  | inedito         |
| 6  | Jackpot à la carte       | inedito         | 29 novembre 2005  | inedito         |
| 7  | In geheimer Mission      | inedito         | 6 dicembre 2005   | inedito         |
| 8  | Schuhe aus Beton         | inedito         | 13 dicembre 2005  | inedito         |